# 1927-es magyar atlétikai bajnokság
Az 1927-es magyar atlétikai bajnokságon, amely a 32. magyar bajnokság volt.

## Eredmények

### Férfiak
| Sportág            | Versenyző/Klub                                                                    | Eredmény  |
| ------------------ | --------------------------------------------------------------------------------- | --------- |
| 100 m              | Bruno Malitz Németország                                                          | 10,8      |
| 200 m              | Bruno Malitz Németország                                                          | 21,7      |
| 400 m              | Barsi László BBTE                                                                 | 50,3      |
| 800 m              | Magdics László MAFC                                                               | 1:58,6    |
| 1500 m             | Szerb Elek Magyar AC                                                              | 4:06,6    |
| 5000 m             | Papp György FTC                                                                   | 15:28,6   |
| 15 000 m           | Király Pál ESC                                                                    | 51:56,4   |
| 110 m gát          | Püspöki Tibor Magyar AC                                                           | 16,6      |
| 200 m gát          | Magyar Alajos KAOE                                                                | 26,0      |
| 400 m gát          | Somfay Elemér Magyar AC                                                           | 57,2      |
| 10 km gyaloglás    | Hóra Ferenc FTC                                                                   | 51:20,0   |
| magasugrás         | Késmárki Kornél BBTE                                                              | 190 cm    |
| távolugrás         | Püspöki Tibor Magyar AC                                                           | 696 cm    |
| hármasugrás        | Somfay Elemér Magyar AC                                                           | 14,03 m   |
| rúdugrás           | Király István D GASE                                                              | 366 cm    |
| súlylökés          | Darányi József Magyar AC                                                          | 14,32 m   |
| diszkoszvetés      | Marvalits Kálmán BTC                                                              | 44,86 m   |
| gerelyhajítás      | Szepes Béla Magyar AC                                                             | 60,23 m   |
| tízpróba           | Somfay Elemér Magyar AC                                                           | 7104,170  |
| maraton            | Király Pál ESC                                                                    | 2:57:35,0 |
| mezei futás        | Szerb Elek Magyar AC                                                              | 35:39,6   |
| 4 × 100 m váltó    | Sugár István Magyar Alajos Vida Béla Balázs Jenő Kereskedők AE                    | 42,6      |
| 4 × 400 m váltó    | Balázs Jenő Sugár István Gerő Mór Daubner István Kereskedők AE                    | 3:24,6    |
| 4 × 1500 m váltó   | Ferihegyi Frigyes Farkas Ferenc Marton József Grósz István MTK                    | 16:55,0   |
| 5000 m             | Szerb Elek Belloni Gyula Kultsár István Hrenyovszky János Zöllner Dezső Magyar AC | 33        |
| csapat mezei futás | Szerb Elek Belloni Gyula Kultsár István Hrenyovszky János Zöllner Dezső Magyar AC | 22        |